# Bruchomorpha tristis
Bruchomorpha tristis är en insektsart som beskrevs av Stsl 1862. Bruchomorpha tristis ingår i släktet Bruchomorpha och familjen Caliscelidae. Inga underarter finns listade i Catalogue of Life.